# Plaça del Portal d'Elx
La plaça del Portal d'Elx és una cèntrica plaça de la ciutat d'Alacant, al País Valencià. El nom fa referència a un antic portal, situat en aquest lloc, i on es estava l'antiga muralla de la ciutat, que comptava amb dos torres albarranes circulars, i que era l'eixida natural cap a Elx. Van ser enderrocades en 1535.
L'actual plaça va ser construïda al segle segle xix com a lloc de proveïment d'aigua i punt de reunió. Antigament, va ser anomenada plaça d'Elx, de les Forques, Reial de Ferran VII, de la Constitució (aquestes dues últimes s'alternaven diverses vegades), del Generalíssim i, després de la inauguració de l'actual plaça de la Montanyeta, va recuperar el seu nom tradicional de Portal d'Elx.
Es divideix en quatre parterres amb un eix principal, on se situa el seu típic quiosc, rèplica del quiosc central derrocat en els anys 1970 per instal·lar un safareig que durant anys va albergar l'escultura Com una estrela d'Eusebi Sempere, que actualment es troba a la plaça de l'Estrela. En les quatre cantonades de la plaça es trobaven xicotets quioscos per a la premsa.
És característic el seu arbrat, amb quatre Ficus macrophylla de grandària considerable que es troben protegits per la llei en superar el seu tronc un perímetre de 6 m i una altura de 1,30 m des de la base.